# Stolec (Łódź)
Pour l’article homonyme, voir Stolec (Basse-Silésie).
Stolec est une localité polonaise de la gmina de Złoczew, située dans le powiat de Sieradz en voïvodie de Łódź.